# Európai országok listája minimálbér szerint
Európai országok listája minimálbér szerint 2024-ben.
A számítások egy 40 órás munkahét és egy 52 hetes év feltételezésén alapulnak; a következő országok kivételével: Franciaország (35 óra/hét), San Marino (37,5 óra), Belgium (38 óra), Egyesült Királyság (38,1 óra), Írország (39 óra), Monaco (39 óra), és Németország (39,1 óra). A minimálbérek többségét havi díjszabás szerint rögzítik, de vannak olyan országok, ahol a minimálbér óránkénti vagy heti periódusban rögzül.

## Térképen
Az adatok mögötti színháttér:
| Rozsdabarna | nincs hiv. minimálbér   |
| Lila        | Havi 1000 euró felett   |
| Kék         | 500 és 1000 euró között |
| Sárga       | 250 és 500 euró között  |
| Rózsaszín   | 250 euró alatt          |

Nettó havi minimálbérek (zömmel) a 2024-es fizetések alapján. Az adatot megérintve megjelenik az ország neve. Az adatok forrásai a táblázatban. Az EU-s országok közül 2025 elején Magyarországnál csak Bulgáriában alacsonyabb a nettó minimálbér.

## Nincs minimálbér
Néhány európai országban nincs hivatalosan megállapított minimálbér; ezekben az országokban más rendszerekkel biztosítanak minimális jövedelmet:
- Ausztria[3]
- Dánia
- Finnország[3]
- Izland[3]
- Liechtenstein[4]
- Norvégia[3]
- Olaszország[3]
- Svédország[3]
- Svájc[3] (kivéve néhány kanton)

## Minimálbérek országonként
| ország              | havi minimum bér    | havi minimum bér     | havi minimum bér        | havi minimum bér                                   | órabér (bruttó)             | órabér (bruttó)       | órabér (bruttó)        | átváltási arány EUR-ra | Érvénybe lépés          |
| ország              | Nettó (EUR-ban)     | Nettó (PPP-ben)      | bruttó (EUR-ban)        | helyi pénzben                                      | helyi                       | USD                   | PPP                    | átváltási arány EUR-ra | Érvénybe lépés          |
| ------------------- | ------------------- | -------------------- | ----------------------- | -------------------------------------------------- | --------------------------- | --------------------- | ---------------------- | ---------------------- | ----------------------- |
| Albánia             | 354                 | 850                  | 399                     | 40,000 Lek                                         | 230 Lek                     | 2.48                  | 5.51                   | 0.0100                 | 2023.04.01              |
| Andorra             | 1287                | 2138                 | 1376                    | €1,376.27                                          | €7.94                       | 8.50                  | 13.19                  | 1                      | 2024.01.01              |
| Belgium             | 1934                | 2558                 | 2030                    | €2,029.88                                          | €12.33                      | 13.38                 | 16.31                  | 1                      | 2024.04.01              |
| Bosznia-Hercegovina | 317 (FBiH) 459 (RS) | 847 (FBiH) 1228 (RS) | 485 · (FBiH) 688 · (RS) | • KM 948.47 (FBiH, gross) • KM 1344.26 (RS, gross) | KM 5.47 (FBiH) KM 7.76 (RS) | 3.03 (FBiH) 4.29 (RS) | 7.48 (FBiH) 10.62 (RS) | 0.5115                 | 2024.01.01 / 2024.01.01 |
| Bulgária            | 370                 | 848                  | 477                     | 933 leva                                           | 5.58 Lev                    | 3.06                  | 6.53                   | 0.5113                 | 2024.01.01              |
| Csehország          | 667                 | 1192                 | 766                     | 18,900 Kč                                          | 112.50 Kč                   | 4.93                  | 8.15                   | 0.0405                 | 2024.01.01              |
| Egyesült Királyság  | 1858                | 2320                 | 2212                    | £1,883.79 (38 h/hét)                               | £11.44                      | 14.53                 | 16.77                  | 1.1744                 | 2024.04.01              |
| Észtország          | 763                 | 1165                 | 820                     | €820.00                                            | €4.73                       | 5.07                  | 7.22                   | 1                      | 2024.01.01              |
| Észak-Macedónia     | 367                 | 1143                 | 542                     | 22,567 DEN (net)                                   | 130.19 DEN (net)            | 2.29                  | 6.60                   | 0.0163                 | 2024.03.01              |
| Fehéroroszország    | 158                 | 577                  | 176                     | Rbls 626.00                                        | Rbls 3.73                   | 1.13                  | 3.83                   | 0.2808                 | 2024.01.01              |
| Franciaország       | 1399                | 1922                 | 1767                    | €1,766.92                                          | €11.65                      | 12.55                 | 16.00                  | 1                      | 2024.01.01              |
| Írország            | 1916                | 2607                 | 2146                    | €2,146.30 (39 h/hét)                               | €12.70                      | 13.63                 | 17.28                  | 1                      | 2024.01.01              |
| Görögország         | 834 (12-month)      | 1544 (12-month)      | 968                     | €830 / €968.33 (12-month basis)                    | €5.81                       | 6.27                  | 10.76                  | 1                      | 2024.04.01              |
| Horvátország        | 677                 | 1453                 | 840                     | €840.00                                            | €5.25                       | 5.66                  | 11.27                  | 1                      | 2024.01.01              |
| Hollandia           | 2150                | 2698                 | 2300                    | €2,300.13 (40 h/hét)                               | €13.27                      | 14.23                 | 16.65                  | 1                      | 2024.01.01              |
| Lengyelország       | 753                 | 1608                 | 993                     | 4,300 zł                                           | 28.10 zł                    | 7.02                  | 13.85                  | 0.2310                 | 2024.07.01              |
| Lettország          | 601                 | 1117                 | 700                     | €700.00                                            | €4.04                       | 4.33                  | 7.51                   | 1                      | 2024.01.01              |
| Litvánia            | 709                 | 1361                 | 924                     | €924.00                                            | €5.65                       | 6.06                  | 10.84                  | 1                      | 2024.01.01              |
| Luxemburg           | 2184 / 2542 (sk.)   | 2575 / 2998 (sk.)    | 2571 / · 3085 (sk.)     | €2,570.93 / €3,085.11 (képzett m.)                 | €14.86                      | 16.13                 | 17.52                  | 1                      | 2023.09.01              |
| Magyarország        | 453/ 553 (sk.)      | 982 / 1200 (sk.)     | 681 / · 832 (sk.)       | 266,800 Ft / 326,000 Ft (képzett m.)               | 1,534 Ft                    | 4.23                  | 8.49                   | 0.0026                 | 2023.12.01              |
| Málta               | 808                 | 1413                 | 925                     | €925.34                                            | €5.34                       | 5.73                  | 9.34                   | 1                      | 2024.01.01              |
| Moldova             | 222                 | 561                  | 260                     | 5,000 Lei                                          | 29.58 Lei                   | 1.66                  | 3.88                   | 0.0520                 | 2024.01.01              |
| Monaco              | 1806                | ―                    | 1969                    | €1,968.85                                          | €11.65                      | 12.50                 | ―                      | 1                      | 2024.01.01              |
| Montenegró          | 450                 | 1139                 | 533                     | €450,00 (net)                                      | €3.07                       | 3.29                  | 7.77                   | 1                      | 2022.01.01              |
| Németország         | 1546                | 2064                 | 2151                    | €2,151 (40 h/week)                                 | €12.41                      | 13.28                 | 16.57                  | 1                      | 2024.01.01              |
| Portugália          | 851 (12-month)      | 1490 (12-month)      | 957                     | €820 / €956.67 (12-month basis)                    | €5.52                       | 5.95                  | 9.67                   | 1                      | 2024.01.01              |
| Románia             | 475                 | 1127                 | 744                     | 3,700 Lei                                          | 22.02 Lei                   | 4.82                  | 10.51                  | 0.2009                 | 2024.07.01              |
| Oroszország         | 173                 | 496                  | 199                     | 19,242 ₽                                           | 111.01 ₽                    | 1.24                  | 3.29                   | 0.0103                 | 2024.01.01              |
| Szerbia             | 403                 | 978                  | 544                     | 47,154 DIN (net)                                   | 271.00 DIN (net)            | 2.50                  | 5.62                   | 0.0085                 | 2024.01.01              |
| Szlovákia           | 616                 | 1128                 | 750                     | €750.00                                            | €4.31                       | 4.64                  | 7.89                   | 1                      | 2024.01.01              |
| Szlovénia           | 902                 | 1524                 | 1254                    | €1,253.90                                          | €7.23                       | 7.78                  | 12.21                  | 1                      | 2024.01.01              |
| Spanyolország       | 1170 (12-month)     | 1928 (12-month)      | 1323                    | €1,134 / €1,323 (12-month basis)                   | €8.87                       | 9.55                  | 14.61                  | 1                      | 2024.01.01              |
| Ukrajna             | 147                 | 429                  | 183                     | ₴8,000                                             | ₴48.00                      | 1.19                  | 3.20                   | 0.0228                 | 2024.04.01              |

### Egyéb országok
Azok az országok, amelyeket gyakran Ázsiához számítják.
| ország       | havi minimum bér | havi minimum bér | havi minimum bér       | havi minimum bér                                 | órabér (bruttó) | órabér (bruttó) | órabér (bruttó) | átváltási arány EUR-ra | Érvénybe lépés          |
| ország       | Nettó (EUR-ban)  | Nettó (PPP-ben)  | bruttó (EUR-ban)       | helyi pénzben                                    | helyi           | USD             | PPP             | átváltási arány EUR-ra | Érvénybe lépés          |
| ------------ | ---------------- | ---------------- | ---------------------- | ------------------------------------------------ | --------------- | --------------- | --------------- | ---------------------- | ----------------------- |
| Örményország | 178              | 461              | 246                    | ֏75,000 (net)                                    | ֏450 (net)      | 1.15            | 2.77            | 0.0024                 | 2023.01.01              |
| Azerbajdzsán | 171              | 470              | 187                    | ₼345 (gross)                                     | ₼1.99           | 1.17            | 2.96            | 0.5427                 | 2023.01.01              |
| Ciprus       | 886 / 797        | 1509 / 1358      | 1000 / · 900           | €1,000 (normal) / €900 (first 6 months)          | €5.77           | 6.22            | 9.83            | 1                      | 2024.01.01              |
| Grúzia       | 5 / 341          | 17 / 1107        | 7 (priv.) / 435 (pub.) | ₾20.00 (private sector) / ₾1,330 (public sector) | ₾0.12 ₾7.67     | 0.04 2.72       | 0.13 8.14       | 0.3273                 | 1999.06.19 / 2024.01.01 |
| Kazahsztán   | 149              | 369              | 174                    | ₸85,000 (gross)                                  | ₸490.38         | 1.09            | 2.50            | 0.0021                 | 2024.01.01              |
| Törökország  | 486              | 1572             | 571                    | ₺20,002.50                                       | ₺115.40         | 3.56            | 10.67           | 0.0286                 | 2024.01.01              |